# Ptschilka
Ptschilka (ukrainisch Пчілка; russisch  Пчёлка/Ptscholka) ist ein Dorf im Süden der ukrainischen Oblast Cherson mit etwa 30 Einwohnern.
Ptschilka liegt im Rajon Henitschesk und befindet sich im Osten des Rajons nahe dem Asowschen Meer, etwa 180 Kilemeter östlich der Oblasthauptstadt Cherson und 25 Kilometer nordöstlich vom Rajonzentrum Henitschesk entfernt.
Am 12. Juni 2020 wurde das Dorf ein Teil der neugegründeten Stadtgemeinde Henitschesk, bis dahin war es Teil der Landratsgemeinde Oserjany im Osten des Rajons Henitschesk.